# Geiselwind
Geiselwind ist ein Markt im unterfränkischen Landkreis Kitzingen. Bekannt ist der Ort vor allem durch den Erlebnispark Freizeit-Land Geiselwind und Europas größten Autohof.

## Geografie

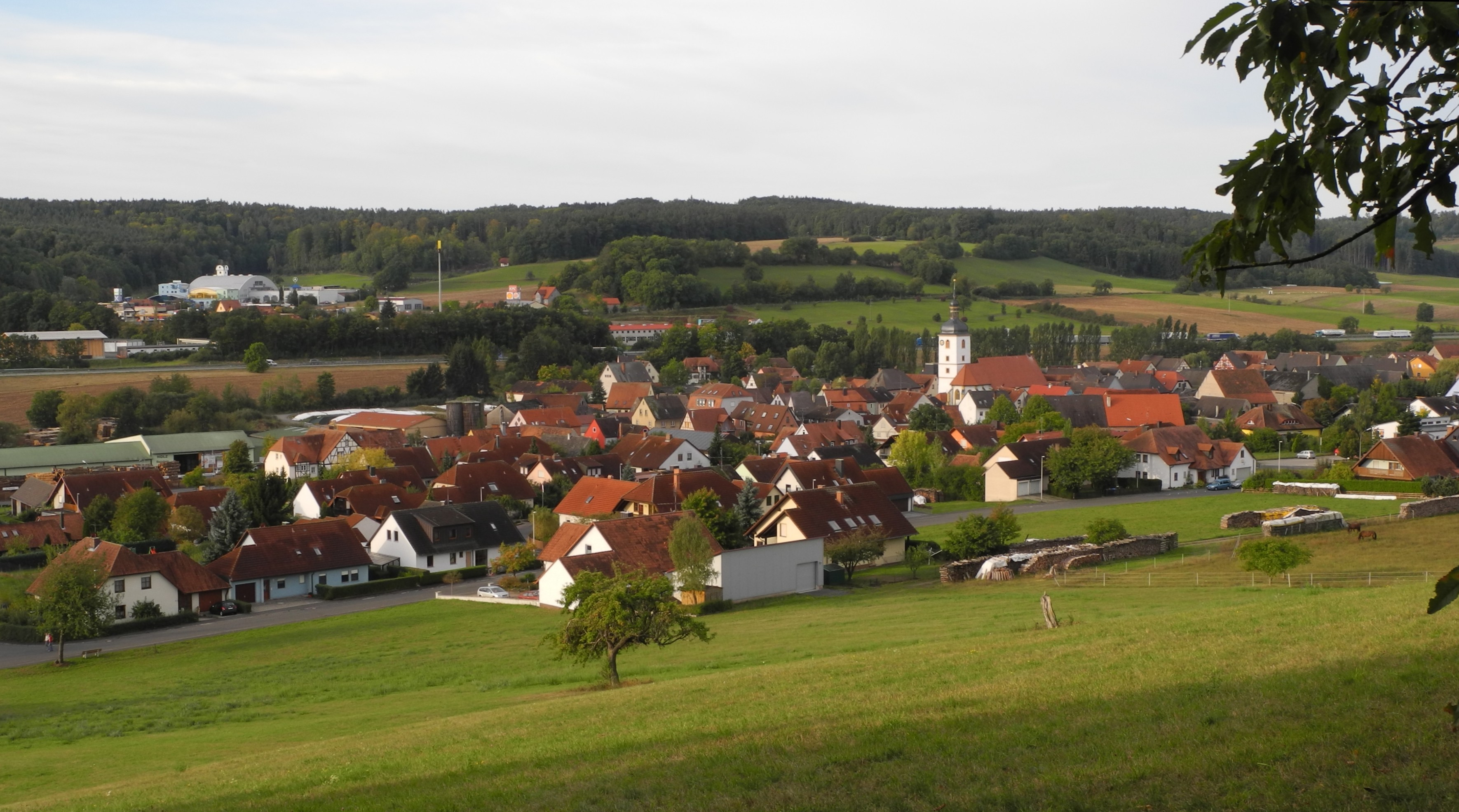
Geiselwind von Norden

### Geografische Lage
Der Ort liegt östlich von Würzburg. Am Rand des Gemeindegebiets steht der neue Dreifrankenstein, wo die drei fränkischen Regierungsbezirke Unterfranken, Mittelfranken und Oberfranken aufeinandertreffen.
Der Kernort Geiselwind befindet sich im Steigerwald etwas oberhalb der Einmündung der Ebrach (auch Geiselwinder Ebrach genannt) in die Reiche Ebrach.

### Gemeindegliederung
Die Gemeinde besteht aus 24 Gemeindeteilen (in Klammern ist der Siedlungstyp angegeben):
Die Gemeindeteile geordnet nach den 12 Gemarkungen des Gemeindegebiets:
Burggrub
- Burggrub (Dorf)
- Neugrub (Weiler)

Dürrnbuch
- Dürrnbuch (Dorf)
- Haag (Dorf)

Ebersbrunn
- Ebersbrunn (Kirchdorf)

Füttersee
- Füttersee (Kirchdorf)
- Hundsrangen* (Einöde)

Geiselwind
- Geiselwind (Hauptort)
- Röhrensee (Weiler)
- Schleifmühle (Einöde)
- Schnackenmühle* (Einöde)
- Theuerleinsmühle (Einöde)
- Weingartsmühle (Einöde)

Gräfenneuses
- Gräfenneuses (Dorf)

Freihaslach Nordwest
- Sixtenberg (Weiler)

Holzberndorf
- Holzberndorf (Dorf)
- Vogelruh (Einöde)

Ilmenau
- Ilmenau (Kirchdorf)

Langenberg
- Langenberg (Dorf)

Rehweiler
- Rehweiler (Pfarrdorf)

Wasserberndorf
- Wasserberndorf (Dorf)
- Hohnsberg (Kirchdorf)
- Seeramsmühle (Weiler)
- Hutzelmühle (Einöde)

| \| Gemarkungs- schlüssel \| Gemarkung \| Fläche[5] ha \| Einwohner Zensus 2011-05-09[6] \| Gemeindeteile \| \| --------------------- \| -------------------- \| ------------ \| ------------------------------ \| -------------------------------------------------------------------------------------- \| \| 1146 \| Gräfenneuses \| 451,6621 \| 162 \| Gräfenneuses \| \| 1147 \| Ebersbrunn \| 561,1247 \| 104 \| Ebersbrunn \| \| 1158 \| Langenberg \| 375,3795 \| 112 \| Langenberg \| \| 1159 \| Geiselwind \| 892,1598 \| 847 \| Geiselwind, Röhrensee, Schleifmühle, Schnackenmühle*, Theuerleinsmühle, Weingartsmühle \| \| 1160 \| Füttersee \| 446,5905 \| 167 \| Füttersee, Hundsrangen* \| \| 1161 \| Ilmenau \| 209,7672 \| 67 \| Ilmenau \| \| 1162 \| Burggrub \| 204,1214 \| 88 \| Burggrub, Neugrub \| \| 1163 \| Holzberndorf \| 216,8138 \| 72 \| Holzberndorf, Vogelruh \| \| 1174 \| Rehweiler \| 210,7868 \| 238 \| Rehweiler \| \| 1175 \| Dürrnbuch \| 554,6691 \| 230 \| Dürrnbuch, Haag \| \| 1176 \| Wasserberndorf \| 653,3329 \| 283 \| Wasserberndorf, Hohnsberg, Hutzelmühle, Seeramsmühle \| \| 1256 \| Freihaslach Nordwest \| 98,9356 \| 16 \| Sixtenberg \| \| \| Gemeinde Geiselwind \| 4875,3434 \| ... \| 24 Gemeindeteile \| |                      |           |                             |                                                                                        |
| Gemarkungs- schlüssel | Gemarkung            | Fläche ha | Einwohner Zensus 2011-05-09 | Gemeindeteile                                                                          |
| 1146 | Gräfenneuses         | 451,6621  | 162                         | Gräfenneuses                                                                           |
| 1147 | Ebersbrunn           | 561,1247  | 104                         | Ebersbrunn                                                                             |
| 1158 | Langenberg           | 375,3795  | 112                         | Langenberg                                                                             |
| 1159 | Geiselwind           | 892,1598  | 847                         | Geiselwind, Röhrensee, Schleifmühle, Schnackenmühle*, Theuerleinsmühle, Weingartsmühle |
| 1160 | Füttersee            | 446,5905  | 167                         | Füttersee, Hundsrangen*                                                                |
| 1161 | Ilmenau              | 209,7672  | 67                          | Ilmenau                                                                                |
| 1162 | Burggrub             | 204,1214  | 88                          | Burggrub, Neugrub                                                                      |
| 1163 | Holzberndorf         | 216,8138  | 72                          | Holzberndorf, Vogelruh                                                                 |
| 1174 | Rehweiler            | 210,7868  | 238                         | Rehweiler                                                                              |
| 1175 | Dürrnbuch            | 554,6691  | 230                         | Dürrnbuch, Haag                                                                        |
| 1176 | Wasserberndorf       | 653,3329  | 283                         | Wasserberndorf, Hohnsberg, Hutzelmühle, Seeramsmühle                                   |
| 1256 | Freihaslach Nordwest | 98,9356   | 16                          | Sixtenberg                                                                             |
| | Gemeinde Geiselwind  | 4875,3434 | ...                         | 24 Gemeindeteile                                                                       |

### Nachbargemeinden
Nachbargemeinden sind (von Norden beginnend im Uhrzeigersinn) Ebrach, Schlüsselfeld, Burghaslach, Oberscheinfeld, Castell, Abtswind, Wiesentheid, Prichsenstadt und Oberschwarzach.

### Naturschutz
Der Naturschutz spielt in der Gemeinde Geiselwind eine untergeordnete Rolle, was vor allem auf die intensiv betriebene Land- und Forstwirtschaft zurückzuführen ist. Bedeutende Schutzgebiete wie Naturwälder, Naturwaldreservate, FFH-Gebiete oder Naturschutzgebiete sind nicht vorhanden. Dennoch gibt es einige wertvolle Biotope, darunter die geschützten Landschaftsbestandteile Sandmagerrasen und Feuchtwäldchen bei Röhrensee und der Hohlweg mit begleitendem Gehölzbewuchs am Kirchberg. Zudem sind mehrere Naturdenkmäler erhalten geblieben. Um Ebersbrunn stehen vier alte, landschaftsprägende Bäume: eine Rotbuche, eine Eiche und zwei Holzbirnbäume. Die Kaisereiche bei Füttersee gilt als einer der ältesten Solitärbäume in Deutschland. Eine weitere Eiche bei Ilmenau prägt die Umgebung des Dorfes, und die Dorflinde von Neugrub im Osten des Ortes ist ebenfalls als Naturdenkmal eingeordnet. Geiselwind liegt zudem im Naturpark Steigerwald. Erdgeschichtlich interessante Gebiete wurden zu Geotopen erklärt. So besteht nordwestlich des Hauptortes ein ausgedehntes Dünenfeld, das Dünenfeld am Sandhügel nordnordwestlich von Geiselwind, und bei Gräfenneuses das sogenannte Dünenfeld nordöstlich von Gräfenneuses.

## Geschichte

### Name
Der Name Geiselwind lässt auf eine Gründung im 8. Jahrhundert schließen. Zu dieser Zeit wurden durch Erlass des deutschen Kaisers Wenden im fränkischen Gebiet angesiedelt. Strittig ist, ob diese Wendensiedlung ihren Namen von einer Kaisertochter Gisela erhielt, die in einem nahen Kloster lebte, oder von einem kaiserlichen Vasallen namens Giso.

### Bis zur Gemeindegründung
Geiselwind erscheint erst spät in den urkundlichen Quellen. 1316 überließ ein gewisser Heinrich, genannt Frevel, Lehnsmann der Grafen zu Castell, seine Güter zu Geiselwind dem Kloster Ebrach, wobei Graf Friedrich zu Castell auf seine lehnsherrlichen Rechte verzichtete. Spätestens Ende des 14. Jahrhunderts besaßen die Zollner zu Hallburg und Rimbach „das Dorf Geiselwind“ als Castell’sches Lehen. Sie verkauften es an den burggräflichen Hofmeister Wirich von Treuchtlingen. Diesem Besitzerwechsel war es zu verdanken, dass Geiselwind 1422 durch den römisch-deutschen König Sigismund das Marktrecht und ein eigenes Zentgericht erhielt. 1426 ging das Castell’sche Lehen Geiselwind an die Gefürstete Grafschaft Schwarzenberg über. Die Fürsten von Schwarzenberg übernahmen 1503 das Kirchenpatronat von den Birklinger Augustiner-Chorherren und führten in Geiselwind die Reformation ein. Der Ort blieb bis 1627 evangelisch.
Mit der Rheinbundakte 1806 kam der Ort zu Bayern. Im Zuge der Verwaltungsreformen im Königreich Bayern entstand mit dem Gemeindeedikt von 1818 die heutige Gemeinde.

### Wüstungen
Im Osten des Ortes liegt die Wüstung Weingarten. Das Dorf wurde wohl im 16. Jahrhundert verlassen. Die Untere Weingartsmühle war bis ins 18. Jahrhundert einer der Überreste des Dorfes, ehe auch sie aufgegeben wurde. Als Wüstung kann auch die ehemalige Ziegelhütte des Ortes eingeordnet werden, die in den 1950er Jahren verschwand.

### Verwaltungszugehörigkeit
Bis zur Kreisgebietsreform, die am 1. Juli 1972 in Kraft trat, gehörte Geiselwind zum Landkreis Scheinfeld und somit zu Mittelfranken.

### Wüstungen und Eingemeindungen

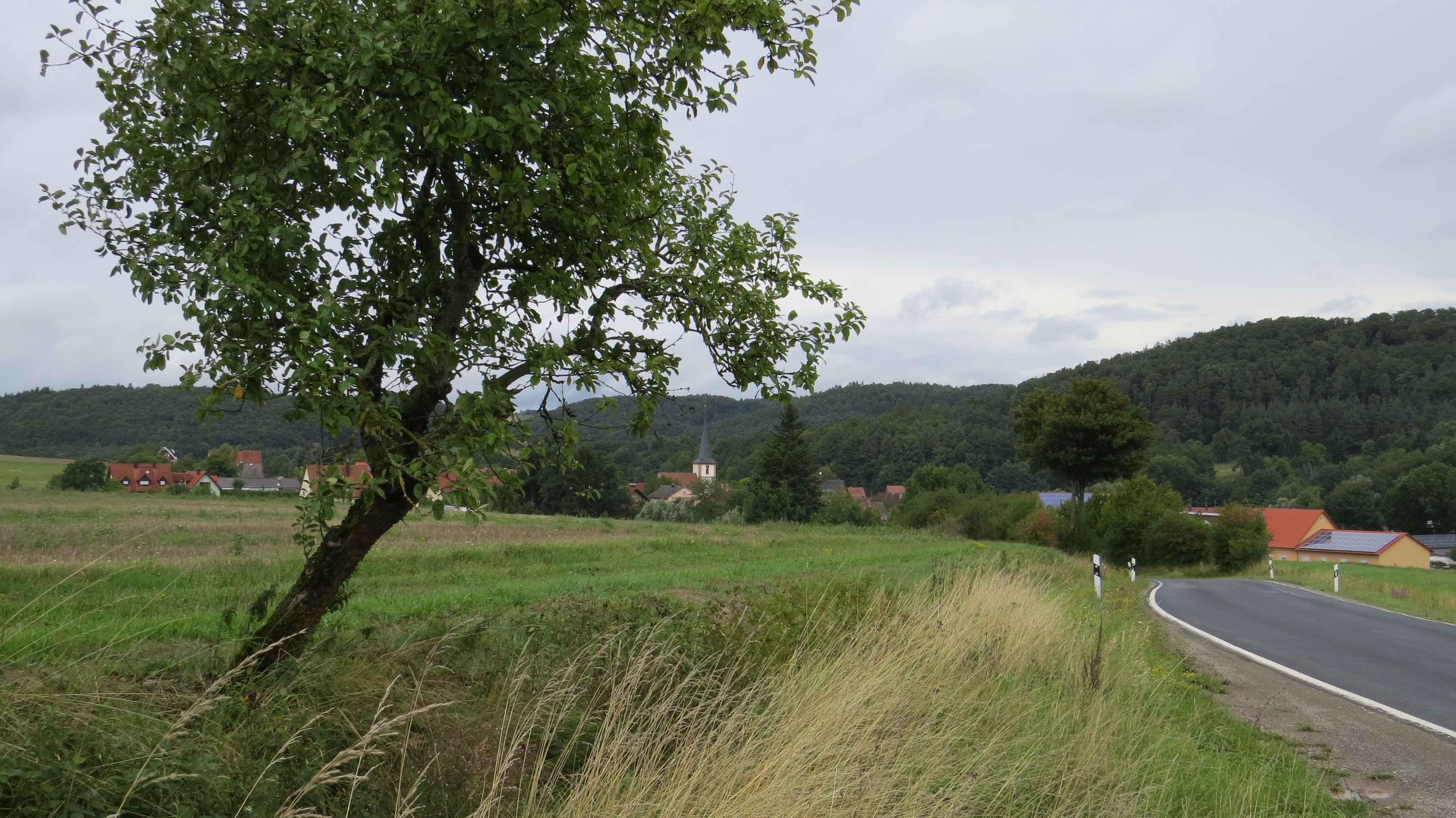
Gemeindeteil Füttersee von Süden

Im Zuge der Gebietsreform in Bayern wurden am 1. Januar 1972 die Gemeinden Füttersee, Gräfenneuses, Haag (bis 1866 mit dem Gemeindenamen Dürrenbach), Langenberg und Wasserberndorf sowie Teile der aufgelösten Gemeinde Freihaslach eingegliedert. Aus dem aufgelösten Landkreis Gerolzhofen kamen am 1. Juli 1972 Ebersbrunn und Rehweiler hinzu. Am 1. Januar 1978 folgte Ilmenau. Holzberndorf kam noch am 1. Mai 1978 hinzu.

### Einwohnerentwicklung
| Jahr      | 1961 | 1970 | 1987 | 1991 | 1995 | 2000 | 2005 | 2010 | 2015 |
| Einwohner | 2015 | 2125 | 2016 | 2182 | 2272 | 2323 | 2417 | 2380 | 2416 |

Im Zeitraum 1988 bis 2018 stieg die Einwohnerzahl von 2020 auf 2476 um 456 Einwohner bzw. um 22,6 %.
Quelle: BayLfStat

## Sagen

### Der Murrmann

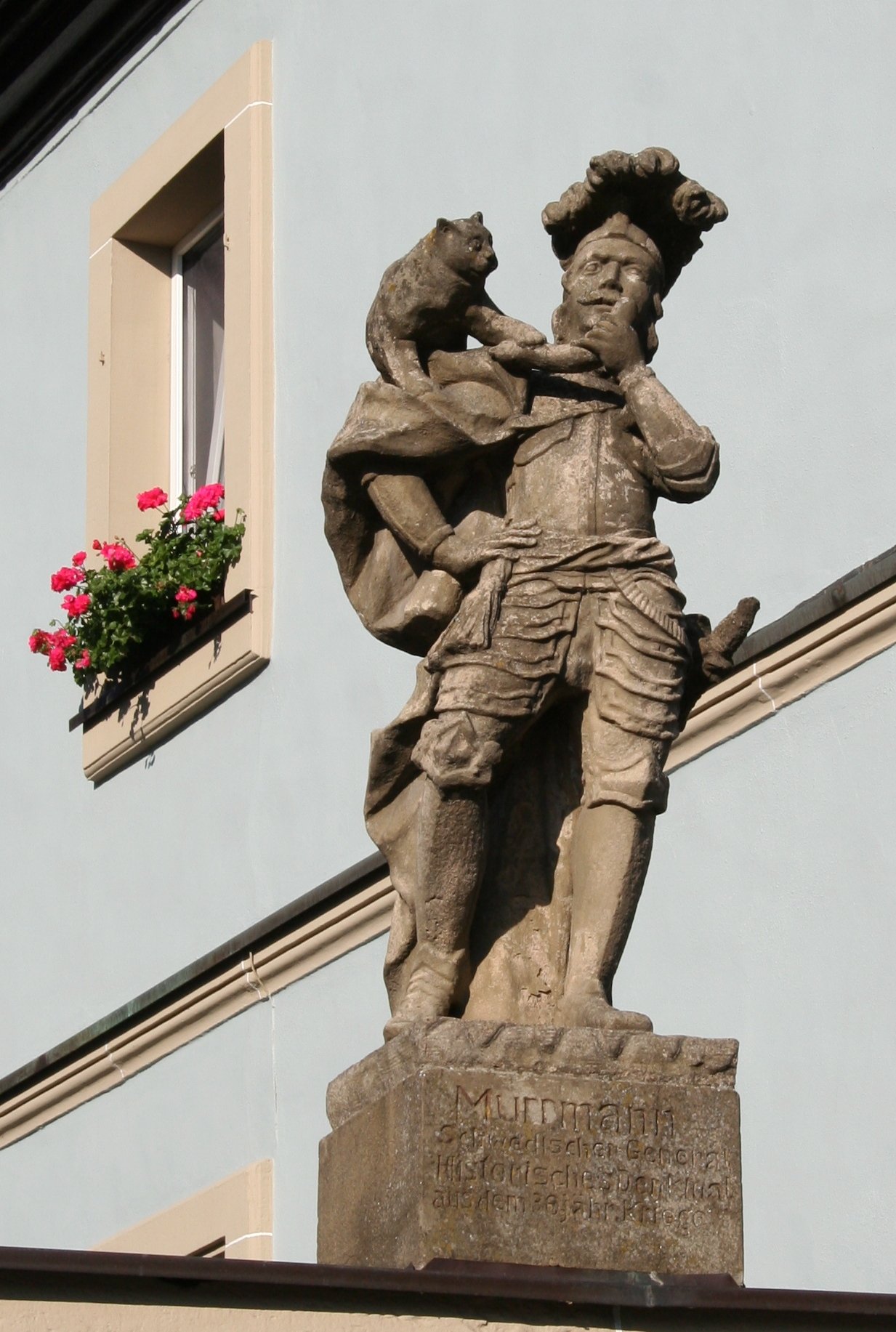
Murrmann-Denkmal

Die bekannteste Sage von Geiselwind handelt vom Murrmann, der Geschichte einer Belagerung des Ortes Geiselwind im Dreißigjährigen Krieg.
Der Bürgermeister von Geiselwind wollte die Einnahme und Plünderung des Ortes verhindern und machte sich mit zwei seiner Vertrauten auf dem Weg in das Lager der feindlichen Armee, um mit dem schwedischen General zu verhandeln. Dieser war gerade dabei, mit dem Mittagsmahl zu beginnen und dachte, vielleicht wegen dieser Störung recht ungehalten, nicht an Verhandlungen. Zornig packte er sich eine Wurst, die er gerade verspeisen wollte, hielt sie den Unterhändlern entgegen und rief: „So wahr ich diese Wurst hier esse: Ich werde Geiselwind einnehmen!“
In dem Moment sprang eine schwarze Katze auf die Schulter des Generals, schlug ihm die Wurst aus der Hand, schnappte sich diese und rannte mit der Wurst im Maul davon.
Der Sage nach wurde Geiselwind bei dieser Belagerung nicht eingenommen. Je nach der Version lag dies daran, dass die Geiselwinder durch dieses Zeichen neuen Mut schöpften und die Belagerung abwehrten, dass die Schweden die Vorkommnisse als böses Omen sahen und schnell weiterzogen oder dass der schwedische General nichts Unwahres sagen, sondern vielmehr sein Wort halten wollte und deswegen die Belagerung beendete.
Noch heute steht eine Sandsteinfigur am westlichen Ende des Marktplatzes, die den Murrmann darstellt. Die Figur, auf deren Schulter eine Katze sitzt, hält mit dem ausgestreckten Arm eine Wurst empor.

### Die frühere Größe
Ähnlich wie in Hellmitzheim bei Iphofen existiert auch in Geiselwind eine Sage über die einstige Größe der Siedlung.
Die Bevölkerung von Geiselwind sprach lange Zeit davon, dass der Ort früher um einiges größer gewesen sein soll. Damals erstreckte sich die Gemeinde bis an die heutige Weingartsmühle und hatte die Stadtrechte inne. Wahrscheinlich spielt die Sage auf die ehemalige Siedlung Weingarten an, die ursprünglich östlich von Geiselwind zu finden war und im 15. Jahrhundert verlassen wurde.

## Politik

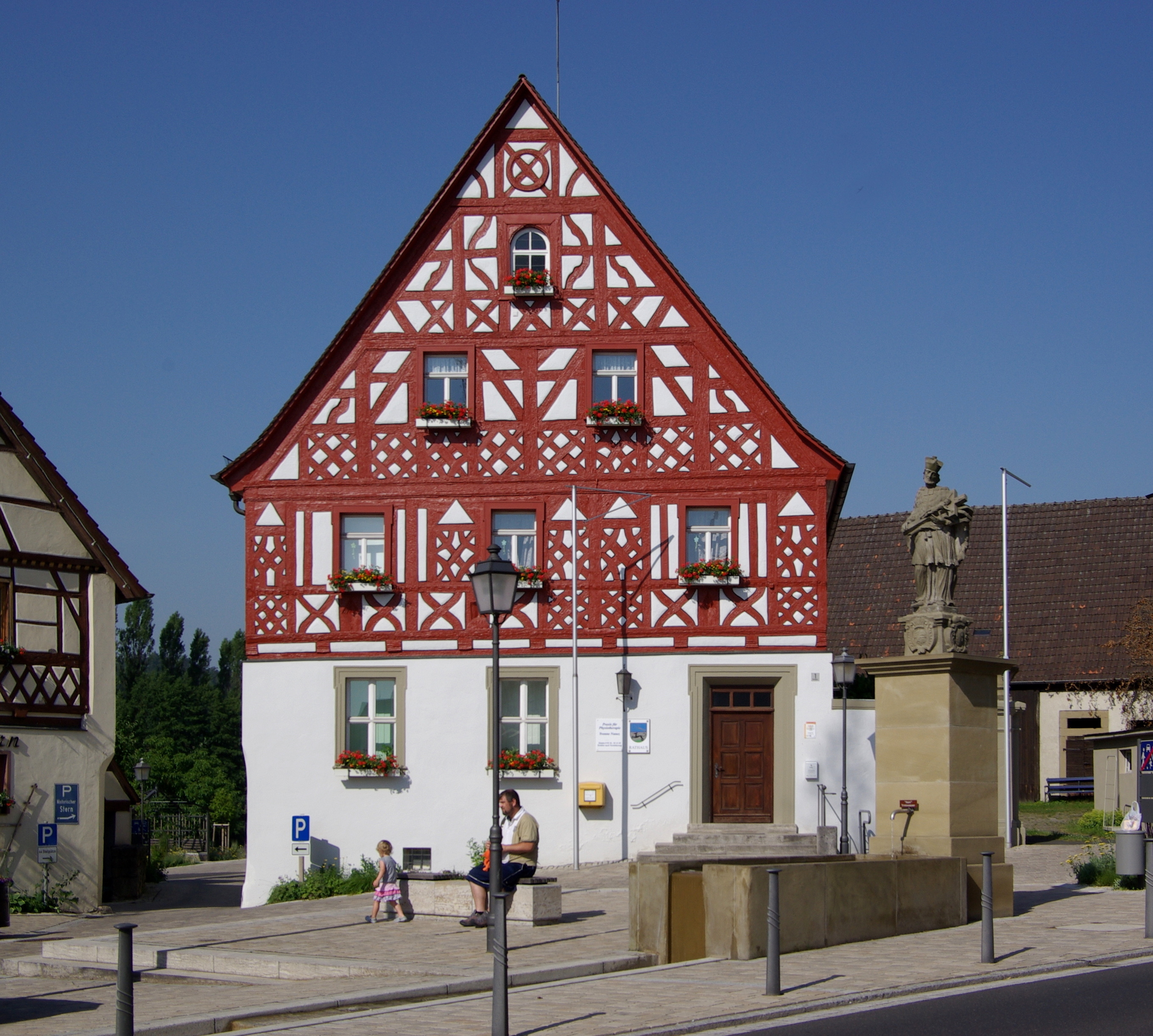
Rathaus Geiselwind

### Gemeinderat
Bei den Gemeinderatswahl am 16. März 2014 wurden die 14 Gemeinderäte bei einer Wahlbeteiligung von 62,6 % neu gewählt. Sie standen alle auf der Gemeinsamen Liste von CSU/FW/G18 zur Wahl.

### Bürgermeister
Bürgermeister ist Ernst Nickel (Freie Wähler/Landgemeinschaft). Dieser wurde am 1. Mai 2002 Nachfolger von Gottfried Schaller (Freie Wähler/Landgemeinschaft). Bei der Kommunalwahl 2014 wurde er mit 76,0 % der gültigen Stimmen erneut im Amt bestätigt und am 15. März 2020 mit 80,0 % der Stimmen für weitere sechs Jahre gewählt.

### Wappen

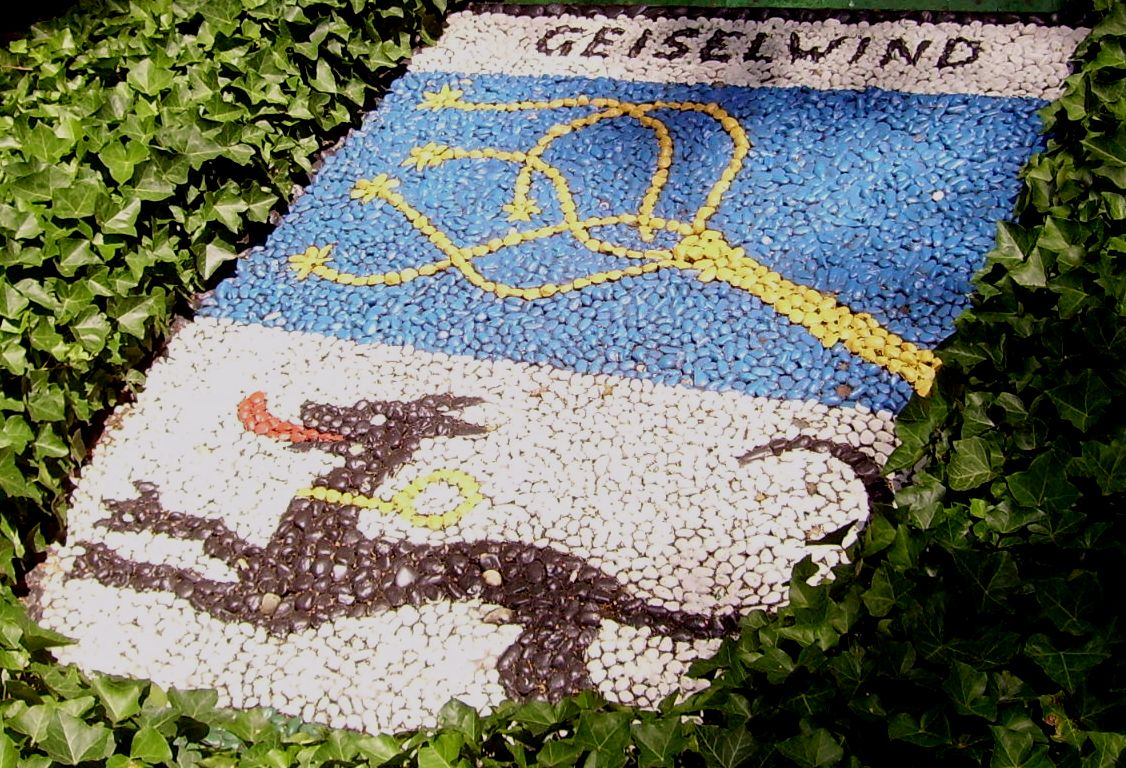
Wappenmosaik

| Wappen von Geiselwind | Blasonierung: „Geteilt von Blau und Silber; oben eine schräg liegende goldene Geißel, unten auf grünem Boden ein springender, rot gezungter schwarzer Windhund mit goldenem Halsband.“ |
| Wappen von Geiselwind | Wappenbegründung: Das Wappen erscheint erstmals auf einem Marktsiegelabdruck aus dem Jahr 1713. Die Wappenfarben sind seit 1835 bekannt. Die Geißel und der Windhund stehen redend für den Ortsnamen, dessen ursprüngliche Bedeutung nicht mehr verstanden wurde. Er wird als „zu den slawischen Siedlern des Gisilo“ übersetzt. Die Gründung der Siedlung geht auf das 8. bis 10. Jahrhundert zurück. Urkundlich wird der Ort erstmals 1199 erwähnt. Die Farben Silber und Blau sind dem Wappen der Fürsten von Schwarzenfeld entnommen, welche die Herrschaft in der Gemeinde ausübten. Zu Beginn des 19. Jahrhunderts wurde die Geißel durch einen Busch ersetzt und der grüne Boden fehlte. Das Wappen erscheint im 19. und frühen 20. Jahrhundert nicht und auch Hupp hat es nicht in seiner Wappensammlung. Das Wappen wird seit dem 18. Jahrhundert geführt. |

## Kultur und Sehenswürdigkeiten
- Rathaus in Geiselwind, repräsentativer Verwaltungssitz mit Fachwerk am Marktplatz
- Schwarzenberger Amtshaus, zweigeschossiger Verwaltungsbau mit Mansarddach
- Johannisbrunnen, historische Brunnenanlage mit der Figur des heiligen Johannes Nepomuk auf dem Marktplatz
- St. Burkard in Geiselwind, katholische Pfarrkirche und barockes Pfarrhaus
- Dreifaltigkeitskapelle und Marienkapelle, zwei kleine Gotteshäuser, die beide 1723 von zwei Brüdern gestiftet und an den Ortsausgängen von Geiselwind errichtet wurden
- Gasthof Stern
- Evangelische Kirche in Rehweiler, die einzige Herrnhuter Saalkirche in Bayern
- Michaelskirche in Hohnsberg. Kleine Dorfkirche mit einem Chorturm des 15. Jahrhunderts
- Marienkapelle in Gräfenneuses. Die Kapelle wurde von mehreren Familien errichtet und wird von diesen heute noch unterhalten
- Kaisereiche bei Füttersee
- Aussegnungshalle am Friedhof in Geiselwind, umgestaltet im Jahr 2006 durch Anbringung von drei Bronzereliefplatten des Steinmetz- und Steinbildhauermeisters Andreas Fenn aus Marktbreit im Auftrag der Reinleins-Kreuzweg-Stiftung

Sehenswürdigkeiten
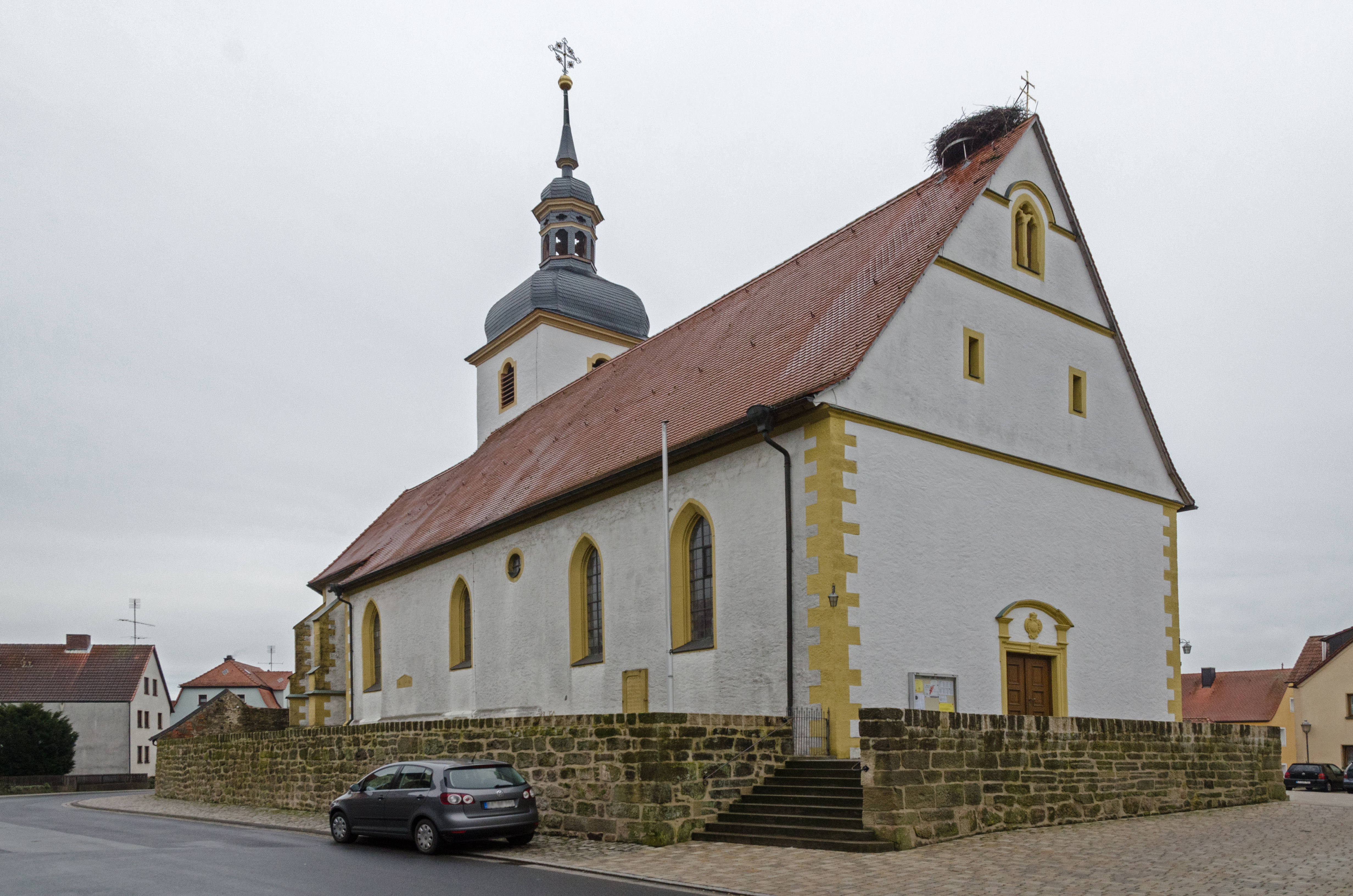
Pfarrkirche St. Burkard
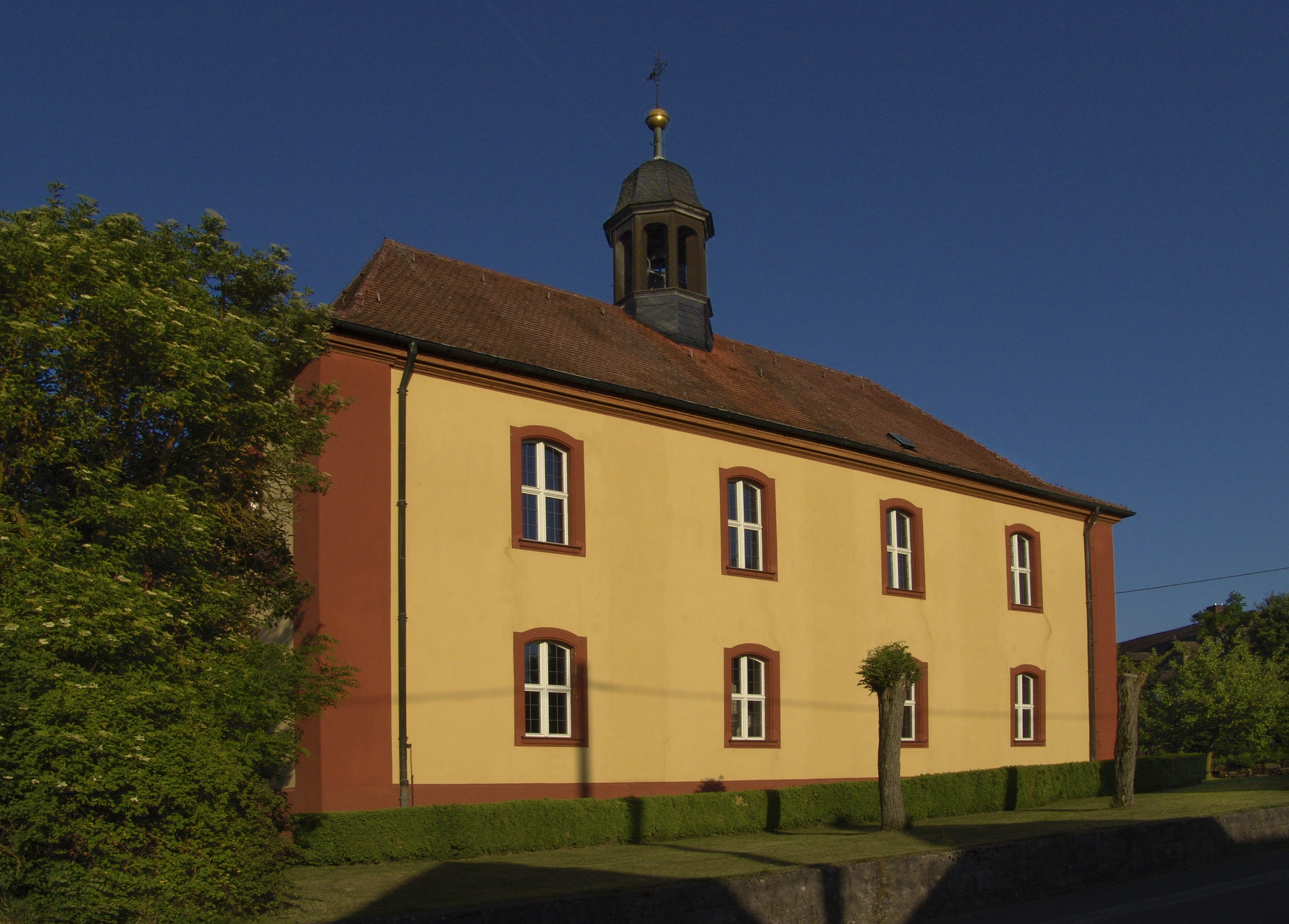
Evangelische Kirche Rehweiler
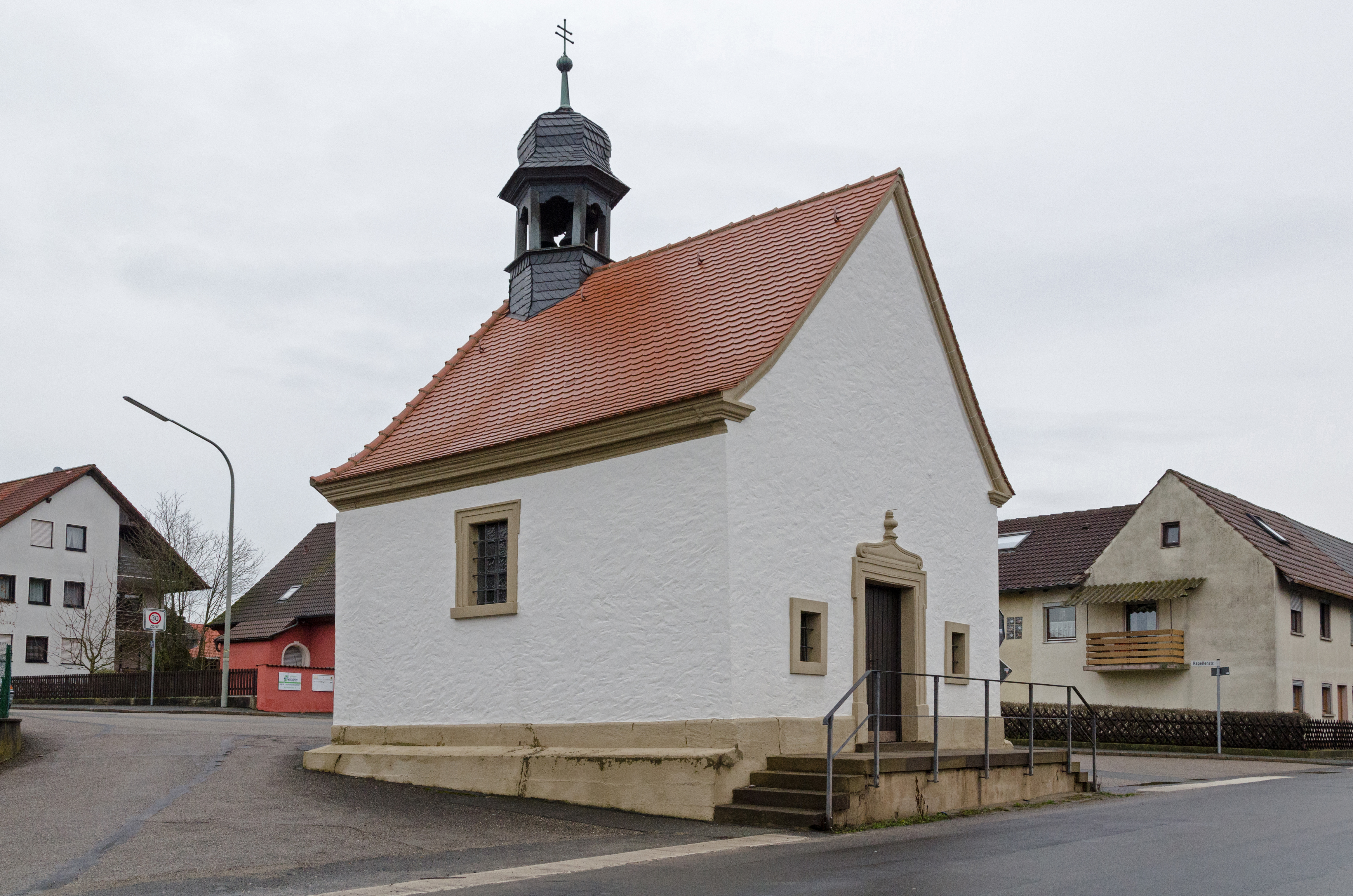
Geiselwind, Marienkapelle
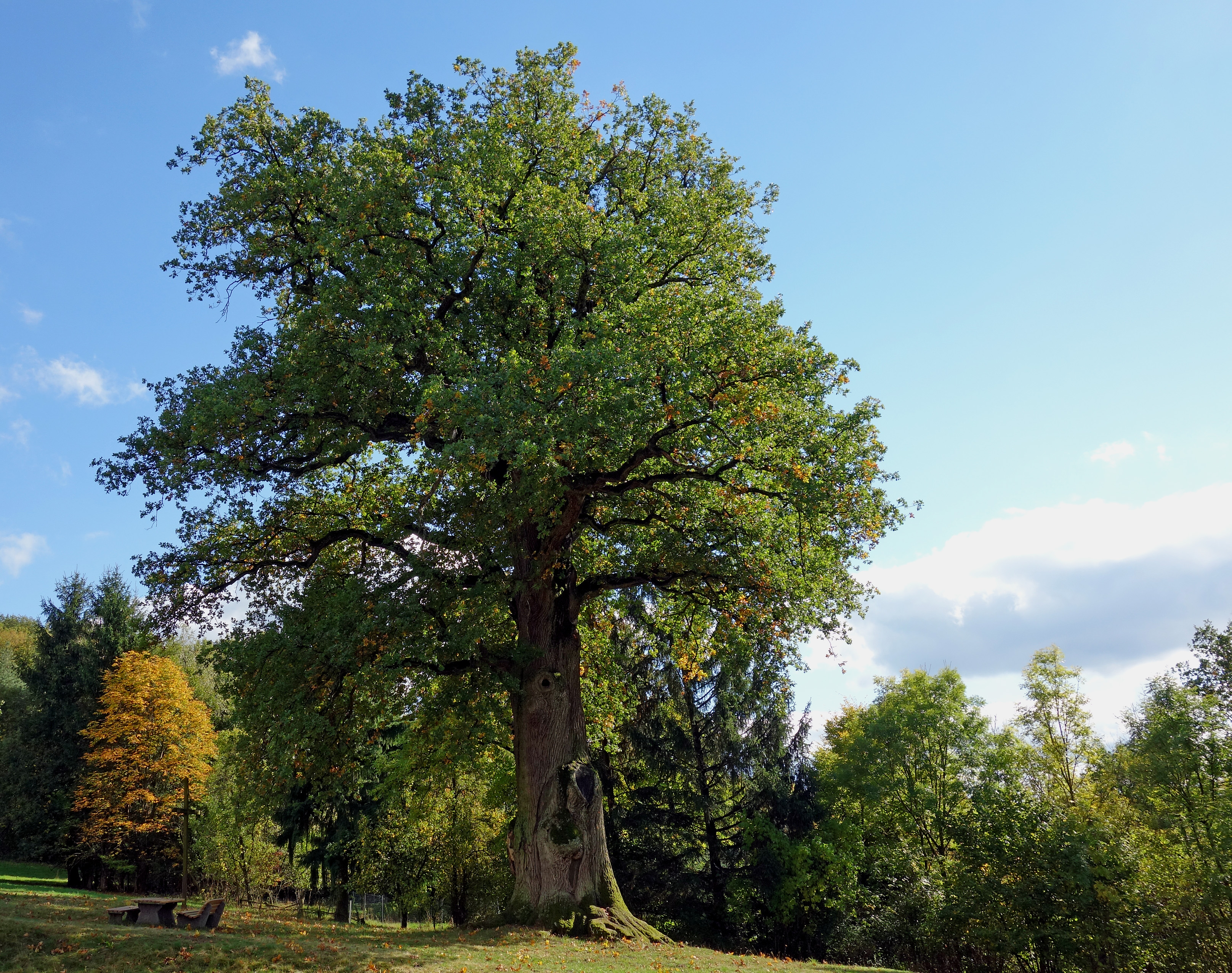
Kaisereiche Füttersee

## Wirtschaft und Infrastruktur

### Wirtschaft

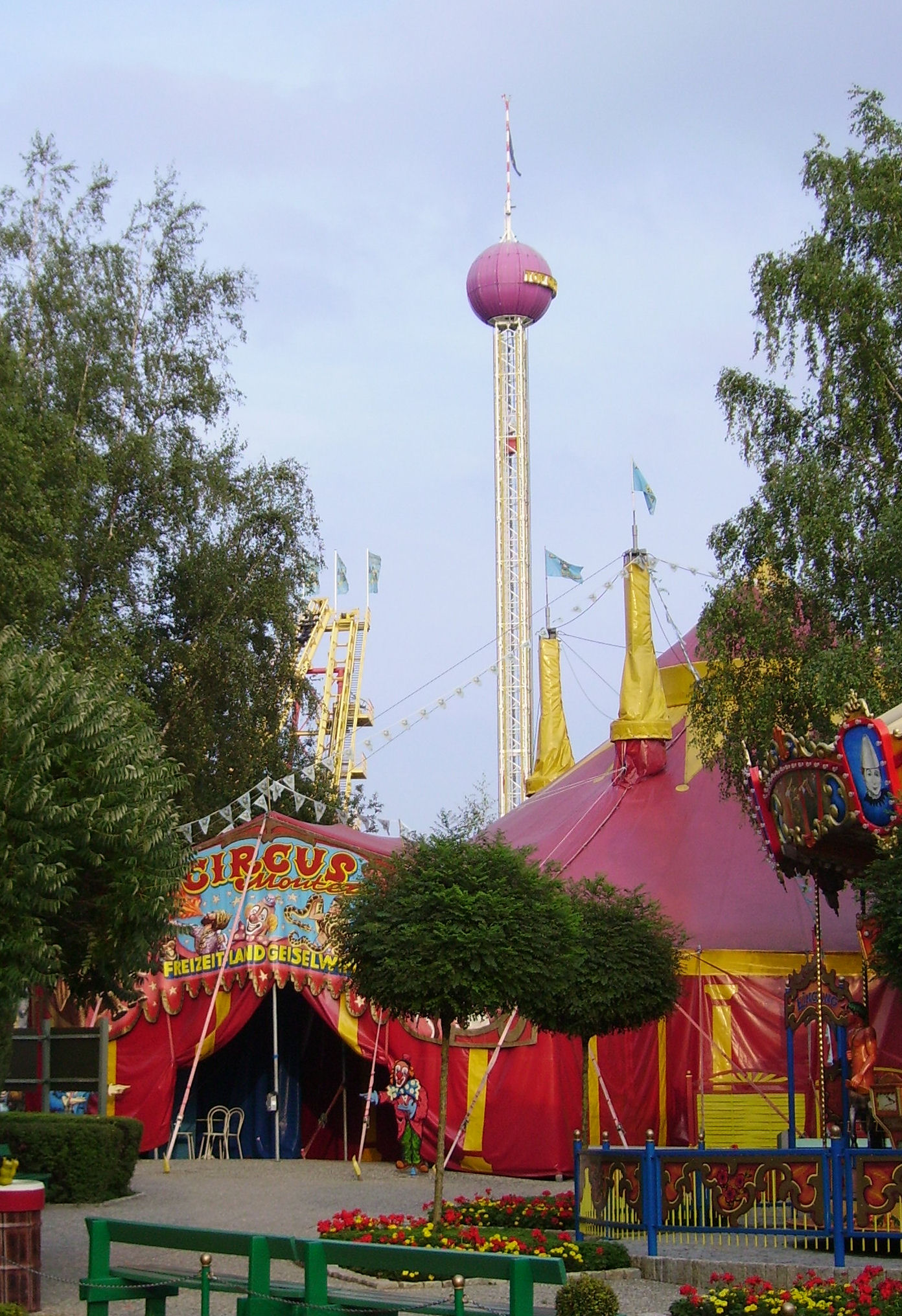
Freizeit-Land Geiselwind

Bis ins 20. Jahrhundert war in Geiselwind nur die Land- und Forstwirtschaft bedeutend. Das änderte sich Mitte der 1960er Jahre mit dem Neubau der Bundesautobahn 3, an die Geiselwind mit einer eigenen Ausfahrt angeschlossen ist.
Im Jahr 2014 betrugen die Gemeindesteuereinnahmen 1.667.000 Euro, davon waren 503.000 Euro (netto) Gewerbesteuereinnahmen.

Im Jahre 2014 gab es im Bereich der Land- und Forstwirtschaft keine, im produzierenden Gewerbe 126 und im Bereich Handel, Verkehr, Gastgewerbe 372 sozialversicherungspflichtig Beschäftigte am Arbeitsort. In sonstigen Wirtschaftsbereichen waren am Arbeitsort 150 Personen sozialversicherungspflichtig beschäftigt. Sozialversicherungspflichtig Beschäftigte am Wohnort gab es insgesamt 1048. Im verarbeitenden Gewerbe gab es einen Betrieb, im Bauhauptgewerbe sechs, im Bereich Transport/Logistik 1 (ab April 2021). Im Jahr 2010
 gab es außerdem 68 landwirtschaftliche Betriebe mit einer landwirtschaftlich genutzten Fläche von insgesamt 2046 Hektar. Davon waren 1264 Hektar Ackerfläche und 777 Hektar Dauergrünfläche.
Die größten Arbeitgeber sind:
- Freizeit-Land Geiselwind
- Autohof Strohofer mit Autobahnkirche Geiselwind
- Puma (Zentrallager Eröffnung April 2021)
- Reinlein Parkett

### Bildung
2015 gab es folgende Einrichtungen:
- Zwei Kindergärten: 98 Kindergartenplätze mit 78 Kindern
- eine Grund- und Hauptschule mit 6 Lehrern und 82 Schülern

## Persönlichkeiten

### Söhne und Töchter der Gemeinde
- Dominikus I. von Lieblein (1706–1771), Prämonstratenser, Abt des Klosters Speinshart 1734–1771
- Georg Kern (1885–1947), evangelisch-lutherischer Pfarrer, Dekan, Oberkirchenrat und Kreisdekan
- Georg Hutzler (um 1907–?), deutscher Postangestellter und Heimatdichter
- Hans Herold (* 1955), Politiker, Mitglied des Bayerischen Landtags

### Mit der Gemeinde verbundene Persönlichkeiten
- Dieter Hoffmann (1934–2024), Schriftsteller, lebte in Geiselwind
- Alois Josef Ruckert (1846–1916), Lehrer und Schriftsteller, verbrachte seine letzten Lebensjahre in Geiselwind